# Klub
En klub (eng. club) er en sammenslutning af personer, som vil dyrke fælles interesser. Det kan for eksempel være selskabelige, politiske, idrætslige eller kunstneriske interesser.
Klubvæsenet stammer fra 1700-tallets England og har især vundet indpas i den engelsktalende verden.

I Frankrig og de øvrige romanske lande har de politiske klubber været fremherskende; under Den Franske Revolution spillede de således en vigtig rolle fx Jakobinerklubben.
I Danmark opstod et klubvæsen efter engelsk mønster ca. 1770. Peter Andreas Heiberg skrev sin Indtogsvise til en klub. En værkstedsklub er i Danmark en faglig interesseorganisation på den enkelte arbejdsplads med kompetence til at føre lokale forhandlinger om løn og arbejdsforhold m.m.; den ledes almindeligvis af tillidsmanden og skal anerkendes af fagforeningen.[kilde mangler]
En brancheklub er organ for arbejdere inden for en bestemt branche.[kilde mangler]